# Cynometra inaequifolia
Cynometra inaequifolia är en ärtväxtart som beskrevs av Asa Gray. Cynometra inaequifolia ingår i släktet Cynometra, och familjen ärtväxter. IUCN kategoriserar arten globalt som sårbar. Inga underarter finns listade i Catalogue of Life.